# Kaja Danczowska
Kaja Danczowska (* 25. März 1949 in Krakau) ist eine polnische Geigerin und Musikpädagogin.
Danczowska begann ihre Violinausbildung siebenjährig bei Jan Stasica und setzte sie im Folgejahr (bis 1972) bei Eugenia Umińska fort. Daneben besuchte sie von 1970 bis 1972 einen Meisterkurs von David Oistrach am Moskauer Konservatorium. Einen weiteren Meisterkurs absolvierte sie 1976 auf Einladung der kanadischen Regierung bei Ruggiero Ricci.
Seit ihrem neunten Lebensjahr gab Danczowska Konzerte. Ihr Repertoire reicht von Antonio Vivaldi bis Krzysztof Penderecki, und sie trat unter der Leitung von Dirigenten wie Jan Krenz, Jerzy Maksymiuk, Krzysztof Penderecki, Stanisław Skrowaczewski und Antoni Wit auf. 1959 gewann sie den Ersten Preis beim Nationalen Violinwettbewerb in Breslau, beim Internationalen Henryk-Wieniawski-Violinwettbewerb 1967 in Posen belegte sie den fünften, beim Alberto-Curci-Violinwettbewerb 1969 und beim Genfer Musikwettbewerb 1970 jeweils den zweiten Platz. 1975 erhielt sie den dritten Preis beim Internationaler Musikwettbewerb der ARD und 1976 die Silbermedaille bei dem Concours Reine Elisabeth.
Seit 1978 arbeitet sie als Kammermusikerin mit dem Pianisten Krystian Zimerman zusammen. 1999 fungierte sie auch als musikalische Beraterin von dessen Festivalorchester, mit dem er die Klavierkonzerte von Chopin aufführte. Zum 100. Geburtstag von Grażyna Bacewicz unternahm sie mit Zimerman eine Polentournee. Weitere Kammermusikpartner Danczowskas waren u. a. Heinz Holliger Gidon Kremer und Mischa Maisky.
Zu den zahlreichen Werken, die sie auf CD aufnahm, zählen Mieczysław Karłowiczs Violinkonzert A-Dur (mit dem polnischen Rundfunk- und Fernsehorchester unter Antoni Wit), Konstanty Regameys Konzert für Violine und Cello Lila (mit Andrzej Bauer und der Sinfonia Varsovia unter Wojciech Michniewski ) und Karol Szymanowskis Violinkonzerte (mit der Nationalphilharmonie unter Kazimierz Kord); mit letzterer Aufnahme gewann sie einen Diapason d’or. 2015 wurde sie für das Album des Jahres in der Kategorie Solo-Rezital mit einem Fryderyk ausgezeichnet.
Seit 1972 unterrichtet Danczowska Violine an der Musikakademie Krakau und hat dort seit 1997 eine Professur inne. Neben zahlreichen staatlichen Auszeichnungen (darunter dem Staatspreis Zweiter Klasse 1977, dem Preis des Ministeriums für Kultur und Kunst 1982 und des Außenministeriums 1984) erhielt sie u. a. mehrfach den Preis der Stadt Krakau (1979, 1991, 1998, 2010), das Goldene Verdienstkreuz der Republik Polen (1992), das Offizierskreuz und das Kommandeurskreuz des Orden Polonia Restituta (2001 bzw. 2011) und die Goldene Gloria-Artis-Medaille für kulturelle Verdienste (2006). Die Musikakademie Krakau ehrte sie 2016 mit einem Ehrendoktortitel.